# Їдиш

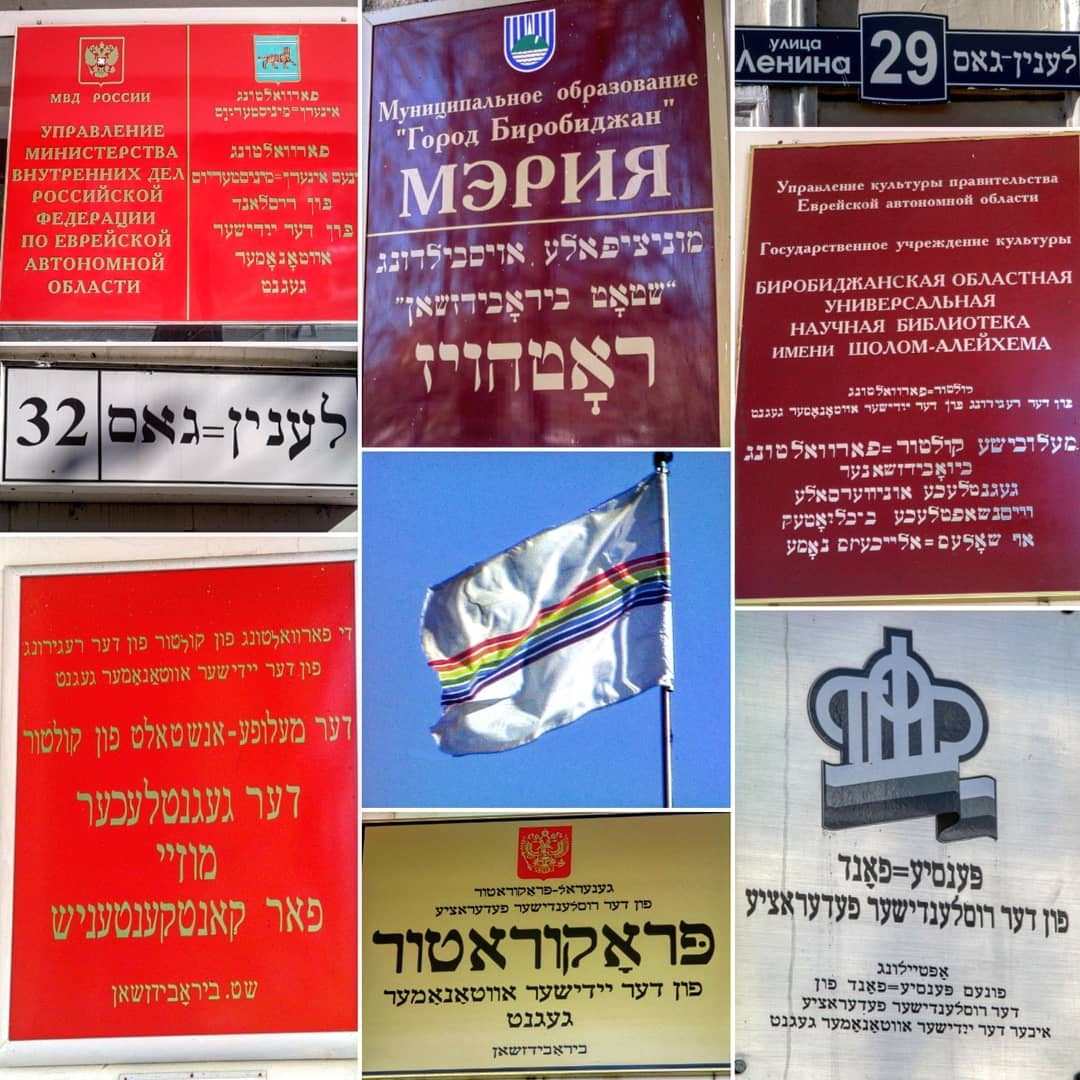
Приклади використання їдишу в публічному просторі Біробіджана

Їдиш (ідиш, ייִדיש ,יידיש або אידיש вимовляється [ˈ(j)ɪdɪʃ]) — єврейська мова з групи германських мов, якою послуговуються переважно євреї ашкеназі (центрально- та західноєвропейські євреї). Для передавання на письмі використовують гебрейську абетку.
Нині мовою їдиш володіє близько 600 тис. людей, переважно в Ізраїлі, США та Європі. До масового знищення євреїв під час Другої світової війни нею розмовляло 11-13 мільйонів осіб.

## Етимологія
Слово «їдиш» (jidiš) походить від нововерхньонімецького jũdisch («юдейський»), пов'язаного з Jude («юдей»), що через лат. Jũdaeus і грец. Ίουδαίος сягає гебрейського Yehűdhĩ.

## Історія виникнення та розвитку
Їдиш склався на ґрунті верхньонімецьких діалектів у взаємодії з семітським (давньоєврейським) і слов'янським елементами.
Їдиш почав формуватися в XII—XIII століттях, коли ним розмовляли євреї областей навколо річки Рейн. Того часу у різних куточках Німеччини вже були великі єврейські поселення, мешканці яких послуговувалися в побуті німецькою мовою з використанням низки давньоєврейських слів і зворотів. З давньоєврейської мови до розмовної мови німецьких євреїв ввійшла також низка словотворчих моделей і службових слів.
Крім того, в мовленні німецьких євреїв рейнських міст і Південної Німеччини, що підтримували тісні стосунки з містами Італії та Франції, побутували також запозичення з романських мов.
Євреї проживали переважно в містах, зазвичай в окремих кварталах, жили з самогоноваріння, шинкарства, ремісництва, крамарства, лі́карства, підприємництва, фінансових операцій тощо. Внаслідок цього, а також через численні гоніння, євреї часто переїжджали з місця на місце, осідаючи в нових селищах. У мовленні євреїв відмінності місцевих німецьких діалектів стиралися набагато швидше, ніж у мовленні німців, переважна маса котрих мешкала в селах феодально роздробленої країни. Зближенню діалектів сприяло друкарство, що набуло серед євреїв значного розвитку. Зацікавлені в найширшому розповсюдженні своїх видань, автори й видавці прагнули уникати діалектних висловів або супроводжували їх перекладом іншими діалектами.
Виходячи з цього, їдиш (що раніше називався «їдиш-тайч», «ївре-тайч») став різнитися від німецьких говірок не лише наявністю семітизмів, але і своєрідною інтеграцією германських слів, граматичних форм і низки фонетичних особливостей, що стало найважливішою спонукою для самостійного розвитку в окрему мову. Цей процес був складний і тривалий. Почався він у Німеччині, а продовжився у слов'янських і деяких інших країнах.
Шляхи розвитку їдишу й німецької мови особливо стали розходитися з XVI століття. Значні групи євреїв осідали на теренах Польщі, Литви, Галичини, Поділля, Волині та деяких містах Білорусі. Відбувалося подальше змішування єврейських говірок, посилився вплив давньоєврейської та слов'янських мов, згодом виникли нові територіальні діалекти їдишу, котрі сприяли самостійному розвиткові літературної мови — нового їдишу, що виник на ґрунті цих діалектів.
З другої половини XVIII століття на теренах Західної Європи їдиш поступово витісняється місцевими літературними мовами, але натомість він зберігається й надалі розвивається в Польщі, Литві, Білорусі, Україні, Молдові, Румунії, де було компактне зосередження єврейського населення.
Наприкінці XVIII й на початку XIX століття починається новий етап розвитку мови їдиш. Він пов'язаний з поширенням ідей Просвітництва (Гаскали), світської освіти й літератури, зрозумілої народові. Значний внесок у зближення літератури з живим мовленням народу зробили просвітники М. Левін (Лефін), Х. Гурвіц, І. Аскельфельд та інші.
У 30-ті роки XVIII ст. серед українських євреїв виникає релігійно-містичний рух хасидизм. Його прибічники також вдалися до використання народних говірок для проповідування хасидизму. Елементи, що раніше мали грубу конотацію чи вважалися нелітературними, широким потоком вливаються в писемність та літературну мову. Суттєво зросла кількість слов'янізмів у мові їдиш.
Від середини XIX століття разом з українськими, польськими, російськими та іншими лексемами та словоформами до їдишу проникає велика кількість інтернаціоналізмів. Усе це, з одного боку, призвело до збагачення мови, але з другого — і до невиправданого запозичення перекручених німецьких слів, невдалого калькування з російської та польської мов.

Розповсюдження їдиш у США
понад 100000 мовців
понад 10000 мовців
понад 5000 мовців
понад 1000 мовців
до 1000 мовців

Засновник класичної літератури їдишу Ш.-Я. Абрамович (Менделе Мойхер-Сфорім) мусив чимало попрацювати над очищенням мови від зайвих форм, надаючи їй більшої виразності й краси. Багато зробили для вдосконалення мови Шолом-Алейхем та Іцхок Лейбуш Перец. Друга половина XIX століття характеризується збагаченням і розвитком їдишу.

### Поширення
На початку Другої світової війни у світі було від 11 до 13 мільйонів носіїв їдишу. Однак масове знищення євреїв призвело до колосального раптового зменшення використання їдишу, оскільки постійні єврейські громади, котрі використовували їдиш у громадському та релігійному житті на щодень, були в більшості знищені. Близько 5 мільйонів було вбито — 85 % загиблих під час Голокосту були якраз тими, хто розмовляли їдишом.
При створенні держави Ізраїль офіційною мовою був затверджений іврит, що означало перемогу сіонізму над діаспорним націоналізмом, який використовував їдиш, а іврит інколи називали «іноземною мовою». Вивчення їдишу відбувається в основному у США, є центри вивчення в Німеччині та Ізраїлі.

### Гіпотеза слов'янського походження
У 1991 році професор мовознавства Тель-Авівського університету Пол Векслер на основі дослідження структури й словника їдишу висунув гіпотезу, що зараховує їдиш до групи слов'янських мов, а не германських. Пізніше у книжці «Ашкеназійські євреї: слов'яно-тюркський народ у пошуках єврейської ідентифікації» Векслер запропонував переглянути всю теорію походження ашкеназів — східноєвропейського єврейства, що використовувало їдиш. Він розглядає їх не як нащадків вихідців з Близького Сходу, а як місцевий європейський народ, що походить від нащадків західних слов'ян — лужицьких сорбів, полабів та ін. Пізніше Векслер долучив до числа можливих предків східноєвропейських євреїв також хозарів і численних слов'ян, що жили в Київській Русі в IX–XII століттях.
Теорія Векслера не набула широкої підтримки в науковому співтоваристві, але його висновки багато що змінили в германоцентричних поглядах теорії походження мови їдиш. Останнім часом багато дослідників відкидають «рейнську гіпотезу» походження їдишу й разом з Векслером вважають, що їдиш склався на слов'янських землях у Богемії та на Дунаї, і роль слов'янської складової більша, аніж вважали досі.

## Алфавіт
| Буква | Вимова | Назва               |
| א     | —      | штумер алеф         |
| אַ     | а      | пасех алеф          |
| אָ     | о      | комец алеф          |
| ב     | б      | бейс                |
| בֿ     | в      | вейс                |
| ג     | ґ      | ґімл                |
| ד     | д      | далед               |
| ה     | г      | гей                 |
| ו     | у      | вов                 |
| וּ     | у      | мелупн вов          |
| ז     | з      | заєн                |
| ח     | х      | хес                 |
| ט     | т      | тес                 |
| י     | й, і   | юд                  |
| יִ     | і      | хірек юд            |
| כּ     | к      | коф                 |
| כ ך   | х      | хоф, ланґер хоф     |
| ל     | л      | ламед               |
| מ ם   | м      | мем, шлос мем       |
| נ ן   | н      | нун, ланґер нун     |
| ס     | с      | самех               |
| ע     | е      | аїн                 |
| פּ     | п      | пей                 |
| פֿ ף   | ф      | фей, ланґер фей     |
| צ ץ   | ц      | цадек, ланґер цадек |
| ק     | к      | куф                 |
| ר     | р      | рейш                |
| ש     | ш      | шін                 |
| שׂ     | с      | сін                 |
| תּ     | т      | тоф                 |
| ת     | с      | соф                 |

Буква шлос мем та букви, назви яких містять слово ланґер, пишуться тільки в кінці слова.

## Буквосполучення
|          | буква | звучання | назва          |
| -------- | ----- | -------- | -------------- |
| Диграфи  | װ     | в        | цвей вовн      |
| Диграфи  | זש    | ж        | заєн-шін       |
| Диграфи  | טש    | ч        | тес-шін        |
| Диграфи  | דז    | дз       | далед-заєн     |
| Диграфи  | דזש   | дж       | далед-заєн-шин |
| Дифтонги | ױ     | ой       | вов-юд         |
| Дифтонги | ײ     | ей       | цвей юдн       |
| Дифтонги | ײַ     | ай       | пасех цвей юдн |

## Їдиш в Україні
Наприкінці 1930-х років на території теперішньої України проживали близько 2,5 мільйона євреїв — півтора мільйона в УРСР та ще близько мільйона на Галичині, у Закарпатті, Буковині та Бессарабії. За даними перепису УРСР у 1939 році, тільки 45,3 відсотка євреїв назвали їдиш рідною мовою — у порівнянні з 76 відсотками у 1926 році. Такий спад можна пояснити передусім зросійщенням єврейського населення у таких великих містах, як Одеса та Київ. У Західній Україні їдиш залишалася розмовною мовою більшості євреїв.
Чернівці, населення яких на початку XX століття на третину становили євреї, відіграли важливу роль у встановленні їдишу як національної мови єврейського народу. Із 30 серпня по 3 вересня 1908 року саме в Чернівцях відбулася Міжнародна конференція з їдишу, організатором якої став єврейський публіцист та громадський діяч Натан Бірнбаум. Під час конференції розглянули питання підтримки їдишу у школах, пресі та театрі, а також висловили необхідність створення загального стандарту орфографії. Цю конференцію вважають початком наукового дослідження їдишу, результатом якого стало створення Дослідницького інституту їдишу (YIVO) в 1925 році.
Зараз їдиш майже повністю зник з лінгвістичної мапи України. За даними останнього перепису населення України у 2001 році, їдиш рідною мовою назвали лише три відсотки українських євреїв, тобто близько 3200 людей.

## Приклад
«Заповіт» Т. Шевченка їдишом (переклав Давид Гофштейн):
| צװאה אַז כ׳װעל שטאַרבן, איר באַהאַלטן זאָלט די בײנער מײַנע צװישן ברײטע מילדע סטעפּעס אין מײַן הײם אוקראַיִנע, די ברײטפּאָלעדיקע לאָנקעס, בערג און דניעפּר דער גרױסער זאָלן זען זיך — ס׳זאָל זיך הערן, װי ער רעשט, דער רױשער. װעט אַ טראָג טאָן פֿון אוקראַיִנע בלוט פֿון שׂונאס גלידער ביז צום ים דעם בלױען, — דעמאָלט — װעל איך באַרג און נידער אַלץ פֿאַרלאָזן און זיך לאָזן ביז די הימלען טראָגן — לױבגעזאַנגען. און ביז דעמאָלט כ׳קאָן קײן גאָט פֿאַרמאָגן. מיך באַהאַלט, שטײט אױף מיט צאָרן, קײטן רײַסט מיט פֿײַער, און מיט שׂונאס בײזע בלוטן רײַך באַשפּרענקט די פֿרײַהײט! אין געזינד אין גרױסן, נײַעם מיט אַ פֿרײַען װילן ניט פֿאַרגעסט אױך מיך דערמאַנען מיט אַ װאָרט אַ שטילן. | Tsavoe Az kh׳vel shtarbn, ir bahaltn zolt di beyner mayne tsvishn breyte milde stepes in mayn heym Ukraine, di breytpoledike lonkes, berg un Dniepr der groyser zoln zen zikh — s׳zol zikh hern, vi er resht, der roysher. Vet a trog ton fun Ukraine blut fun soynes glider biz tsum yam dem bloyen, — demolt — vel ikh barg un nider alts farlozn un zikh lozn biz di himlen trogn — loybgezangen. Un biz demolt kh׳kon keyn got farmogn. Mikh bahalt, shteyt oyf mit tsorn, keytn rayst mit fayer, un mit soynes beyze blutn raykh bashprenkt di frayheyt! In gezind in groysn, nayem mit a frayen viln nit fargest oykh mikh dermanen mit a vort a shtiln. |

Джерело: Українська бібліотека

## Коди
- Літерний код мови їдиш — yi